# 北海道弁護士会連合会
北海道弁護士会連合会（ほっかいどうべんごしかいれんごうかい、Hokkaido Federation of Bar Associations）は、北海道の旭川・釧路・札幌・函館の各弁護士会を統轄する組織である。略称は道弁連 （どうべんれん）。

## 法律相談センター
檜山・八雲・室蘭・後志・苫小牧・日高・千歳・小樽・札幌・新札幌・麻生・南空知・中空知・帯広・留萌・旭川・釧路・名寄・北見・網走・根室・紋別・稚内

## ひまわり基金法律事務所
伊達・岩内・倶知安・すずらん基金法律事務所・日高・留萌・北見・名寄・オホーツク北斗・紋別・根室・稚内

## 所在地
- 〒060-0001 北海道札幌市中央区北1条西10 札幌弁護士会館7F